# Духеров
Духеров (нем. Ducherow) — община в Германии, в земле Мекленбург-Передняя Померания.
Входит в состав района Восточная Передняя Померания. Подчиняется управлению Анклам-Ланд.  Население составляет 2589 человек (на 31 декабря 2010 года). Занимает площадь 23,57 км².
Непосредственно населённый пункт Духеров впервые упоминается в 1229 году как Pogodowe, а затем в 1328 году как Ducherow в современном написании. Название происходит от славянского "До (у) холмов".